# シェイクスピア・シアター
シェイクスピアシアターは、日本の劇団。

## 略歴
- 1975年、演出家・出口典雄によりシェイクスピアの戯曲全37作品の上演を目指し旗揚げ。渋谷ジァン・ジァンを拠点に精力的な公演活動を開始。翻訳は小田島雄志が担当[1]。
- 1978年、出口典雄が第13回紀伊國屋演劇賞演出部門個人賞受賞。
- 1981年5月、全37作品上演を達成（一人の演出家によるシェイクスピア全作品の演出・上演達成は世界初）。同年第16回紀伊國屋演劇賞団体賞受賞。
- 1985年、青山円形劇場こけら落とし公演として、『十二夜』『夏の夜の夢』『じゃじゃ馬ならし』の3作品を上演。
- 1997年度、1996年度の『アテネのタイモン』『間違いの喜劇』『マクベス』3作品の上演成果に対し、第4回湯浅芳子賞戯曲上演部門賞を受賞。
- 1998年、東京グローブ座にて『ヴェニスの商人』を上演。主演の吉田鋼太郎が第6回読売演劇大賞優秀男優賞を受賞。
- 2001年、高円寺ニュープレイスにて『ハムレット』を上演。主演の吉田鋼太郎が第36回紀伊國屋演劇賞個人賞を受賞。
- 2012年、全キャスト女性による「女性たちのシェイクスピア」シリーズの上演開始。ヴェニスの商人、から騒ぎ、リア王など。
- 2015年、創立40周年記念公演第一弾「十二夜」、第二弾「ロミオとジュリエット」。
- 2020年、創立45周年。12月16日創立者の出口典雄逝去。
- 2021年2月24日　劇団ホームページに「劇団のこれから」[2]を掲載、有限会社としては解散するが劇団は維持し学校公演などを行っていくことを表明。
- 2021年6月　公演を予定していたがコロナ禍で延期。

## 演劇界に与えた影響
劇団設立前の1970年代、シェイクスピア上演において日本はいまだ文芸協会以来の西洋の舞台を規範としそれを模倣する上演が主流であった。
その特徴としては、
- つけ鼻やかつらといった出で立ち
- セリフの大部分をしめる詩文を、朗々と歌い上げるようにしゃべる
- 感情主体の「間」をとる演技であったため、上演時間が3時間以上になることもある

などが見受けられた。
演出家出口典雄はそれに対するアンチテーゼとして、当時の若者のファッションの象徴でもあったGパンを衣装に用い、化粧はさせず、速射砲のように速くセリフをしゃべらせた。
当時の若者の等身大の感性で上演されるシェイクスピアは「Gパンシェイクスピア」として多くの反響を呼び、マスコミにも大いに取り上げられた。
またシェイクスピア全37作品の上演と並行して翻訳されていった小田島雄志の訳は、日本ではじめて詩文体と散文体を分けて書かれた。
それまでになかった詩的かつ口語的な翻訳は、膨大なセリフを覚えなければならない役者たちを多いに助けた。
1981年のアントニーとクレオパトラの上演を最後に、小田島と出口の二人三脚によって全37作品上演という成果が達成された。
ひとりの演出家によるシェイクスピア全作品演出は世界で初めてであり、いまだ破られていない。
また全作品上演後も出口は多くのシェイクスピア演出を生み続けたが、特に1994年に上演された『夏の夜の夢 3バーション』は、当時としては画期的なものであり、
スタンフォード大学の教材として取り上げられたり、Graham Bradshawの著書『Shakespeare In Japan』に多くを引用された。

## 演技メソッド
劇団設立にあたってまったく素人の若者を叩き上げて全37作品を上演しなければならなかった出口は、素人を「プロレベルの役者」までたたきあげる名人でもあった。
もともと黎明期の劇団四季で演出家として多くの戦果をあげていた出口は、きわめて論理的な演技術を役者にたたきこんだ。
シェイクスピアは詩文体でかつ長文であり、ひとりの役者が台本2〜3ページ分しゃべり続けることもざらであり、新劇的な感情主義やうねるセリフでは通用しない。
まず日本語として聞き取り可能であり、そのうえで人間の感情があふれるのだということを出口は徹底した。
その結果として、明晰で自然なセリフ術を体得した多くの俳優・声優がここから巣立っている。
シェイクスピアの長台詞を速射砲のようにしゃべる技術は、この演技メソッドの結実ともいえる。

## 現在の主な劇団員
- 西尾洪介
- 西山公介
- 川口徹治

## 過去に所属していた主な俳優
※（）内は現在の所属事務所
- 河上恭徳
- 桜山規夫
- 佐野史郎（mewgull）
- 田代隆秀（劇団四季）
- 田代冬彦
- 阿古屋代助
- 山県勝志
- 高橋正彦
- 渡辺哲（株式会社アウルム）
- 鬼丸善光
- 田村満
- 松本幸三
- 大桃公夫
- 好村俊子
- 吉沢千寿子
- 佐藤和子
- 永山カヨ
- 佃光子
- 山岡敏子
- 折田幸子
- 松木良方
- 小林福一郎
- 佐藤昇
- 錦織伸行
- 小幡誠一
- 阿藤知明
- 中山光正
- 烏山進
- 細見良行
- 粕谷克己
- 中島晴美
- 栗山寿恵子
- 高岡まり子
- 吉沢希梨
- 森明美
- 石川愛子
- 大橋己恵子
- 曽根原美保
- 八木洋美
- 池田浩吉
- 池田省三
- 石塚運昇
- 大井隆
- 大田享明
- 小木曽俊弘
- 斉藤欣三
- 古橋芳治
- 松井純郎
- 松本保
- 村松赳夫
- 大塚祐一
- 池谷量子
- 桑原婦美
- 鮫島広子
- 秦百合子
- 中村雅子
- 平松ひとみ
- 松村真弓
- 渡辺雅子
- 伊沢ルミ子
- 吉田鋼太郎（ホリプロ・ブッキング・エージェンシー / 劇団AUN）
- 蔀英治
- 妹尾正文
- 内田聡明
- 間宮啓行（ホリプロ）
- 今井久美子（カンコンキンシアター）
- 新本一馬（TYPES）
- 程嶋しづマ
- 平澤智之(演劇ユニットキングスメン)
- 宇野幸二郎
- マツモトクラブ（SMA NEET Project）
- 松本大（東京俳優生活協同組合）
- 横田エイジ（プロダクション・タンク）
- 藤あけみ（プロダクション・タンク）
- 吉富英治（プロダクション・タンク）